# Vilém Tauský
Vilém Tauský, né le 20 juillet 1910 à Prerau et mort le 16 mars 2004 à Londres, est un compositeur et chef d'orchestre tchèque.

## Biographie
Vilém Tauský est né dans une famille de musiciens. Vilém a étudié avec Leoš Janáček et plus tard devient répétiteur à l'Opéra de Brno. Ses autres professeurs étaient Vilém Petrželka et Zdneděk Chalabala. À l'âge de 19 ans, il composa Puccini's Turandot à Brno à la place de Chalabala. Tauský était d'origine juive alors les nazis l'ont obligé à partir en France. Plus tard, il s'engagea volontairement dans l'armée tchèque. De 1945 à 1949, il était le chef d'orchestre de la compagnie Carl Rosa. De 1951 à 1956 il dirigea l'Opéra national du pays de Galles. Il était le principal chef d'orchestre de l'orchestre symphonique de la BBC de 1956 à 1966. En 1979, Tausky publia ses mémoires intitulés Vilem Tausky raconte son histoire avec son épouse, Peggy Mallett, qu’il a épousée en 1948. Ils eurent deux fils.